# Alimöarna

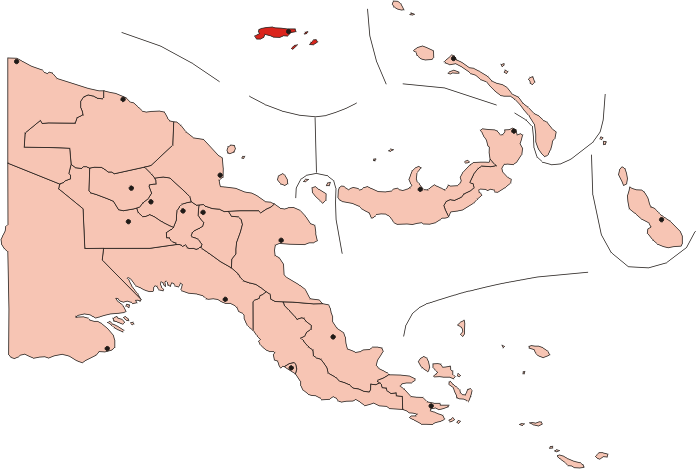
lägeskarta

Alimöarna (tidigare Elisabeth Islands) är en ögrupp bland Amiralitetsöarna i Bismarckarkipelagen som tillhör Papua Nya Guinea i västra Stilla havet.

## Geografi
Alim-öarna utgör en del av Manusprovinsen och ligger cirka 750 km norr om Port Moresby och ca 100 km söder om huvudön Manus. Dess geografiska koordinater är 2°46′ S och 147°04′ Ö.
De obebodda öarna är en grupp låga korallöar och har en areal om knappt 1 km². Den högsta höjden är på endast någon m ö.h.

## Historia
Öarna upptäcktes 1817 av brittiske kapten Abraham Bristow.
Området hamnade 1885 under tysk överhöghet och införlivades 1899 i området Tyska Nya Guinea och förvaltades av handelsbolaget Neuguinea-Compagnie.
Under första världskriget erövrades området 1914 av Australien som senare även officiellt förvaltningsmandat för hela Bismarckarkipelagen av Förenta Nationerna.
1942 till 1944 ockuperades området av Japan men återgick 1949 till australiensiskt förvaltningsmandat tills Papua Nya Guinea blev självständigt 1975.